# Pilar Roig Picazo
Pilar Roig Picazo (Valencia, 1949), es una catedrática española. Es catedrática e investigadora del Departamento de Conservación y Restauración de Bienes Culturales de la Universidad Politécnica de Valencia e investigadora del Instituto Universitario de Restauración del Patrimonio de la UPV. En 2015 fue nombrada Académica de Número de la Real Academia de Bellas Artes de Santo Carles, en la sección de Pintura, Grabado y Dibujo.

## Biografía
Estudió en la Escuela Superior de Bellas Artes y, acabada la carrera, siguió formándose en restauración, y se benefició de una beca de la Fundación Juan March y del Ministerio de Asuntos Exteriores, estudiando en Italia. Entre 1986 y 1989 fue vicerrectora de Extensión e Imagen Universitaria de la Universidad Politécnica de Valencia. Leyó su tesis doctoral sobre Virgen de la Esperanza Sedente y Ángeles : estudio técnico, analítico y estilístico de una obra atribuida a Luis Dalmau, en 1987 en la Universidad Politécnica de Valencia.

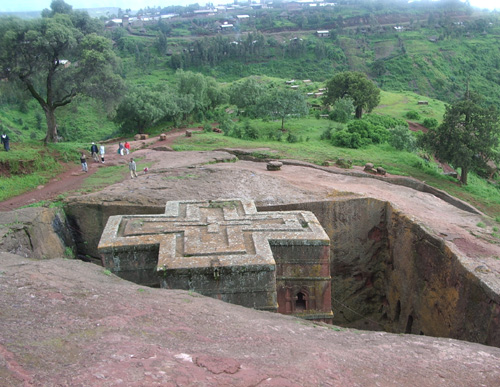

Conocida internacionalmente por haber dirigido en  la ciudad etíope de Lalibela, la recuperación de once iglesias del siglo XII construidas en la roca. Ha dirigido más de 35 tesis doctorales y la publicación de numerosos artículos y ponencias en el ámbito internacional.
Entre sus actuaciones más importantes como investigadora destaca la restauración de la cúpula de la Basílica de la Virgen de los Desamparados de Valencia (entre 1998 y 2003) que recibió el premio Europa Nuestra en 2006, desde 2003 la recuperación de las bóvedas de la iglesia de San Juan del Mercado, y de las pinturas de las bóvedas de la iglesia de San Nicolás.